# Geologischer Garten Bochum

Geologischer Garten Bochum

Der Geologische Garten in Bochum befindet sich nahe der Straße Am Dornbusch im Stadtteil Wiemelhausen. Der Geologische Garten wurde 1971 geschaffen.

## Geschichte
Auf dem gut 2 ha großen Gelände ging eine Nutzung von 1750 bis 1907 durch die Zeche Friederika voraus. Sie förderte Kohle und Eisenerz. Von 1925 bis 1959 befand sich hier eine Ziegelei mit Steinbruch.
Schon im Jahre 1962 wurde das Gelände unter Naturschutz gestellt, und 1964 von der Stadt Bochum erworben. Ab 1967 erfolgte eine teilweise Auffüllung des ehemaligen Steinbruches, schon mit dem Ziel hier einen Geologischen Garten zu schaffen. Im Sommer 1971 war die Herrichtung des Geländes zum Geologischen Garten abgeschlossen, und am 29. September 1972 eröffnet. Er wurde 1974 als Naturdenkmal ND 1.24 ausgewiesen. Des Weiteren ist der Geologische Garten als geschütztes Geotop ausgewiesen.

## Zeugnisse der Erdentwicklung
Der Aufschluss ist zwar nicht so groß wie der des Steinbruchs Klosterbusch nahe dem Botanischen Garten der Ruhr-Uni Bochum, doch zeigt er eine Vielzahl von geologischen Strukturen aus mehreren Erdzeitaltern, insbesondere die Schichtung von Sedimentgesteinen, Überschiebungen und Faltungen und Diskordanzen.
Bochum liegt in der Übergangszone zwischen den Schichten der Kreide im Norden und dem Karbon im Süden. Es werden an dieser Stelle folgende Abschnitte der Erdgeschichte aufgeschlossen:
- Karbonzeit (358–296 Mio. Jahre)
- Kreidezeit (142–65 Mio. Jahre)
- Quartärzeit (1,8 Mio. Jahre–heute)

Bochum wäre während der Zeit des Oberkarbons ein Seebad an der Küste eines tropischen Meeres gewesen, entsprechend sind Rippelmarken, Riffstrukturen und Klippen erkennbar. Der hier liegende Randbereich eines damals bestehenden flachen Meeres wurde immer wieder von dicken Schichten abgestorbener Pflanzenreste bedeckt, aus denen durch die Überdeckung mit jüngeren Ablagerungen und nachfolgende Inkohlung Steinkohle entstand. Die ursprünglich flachliegenden Schichten würden während der variskischen Gebirgsbildung schräg gestellt und in Falten zusammengeschoben.
Die im Garten angeschnittenen Steinkohleflöze lassen sich aufgrund ihrer Lage im Schichtverbund den Schichtbezeichnungen zuordnen, die sich im Bergbau des Ruhrgebiets eingebürgert haben: es handelt sich im Einzelnen um die Flöze Dickebank, Dünnebank, Wasserfall und Sonnenschein. Diese Flöze treten hier mit nach Norden gerichtetem Einfallen an das Tageslicht, sie sind dort von glaukonitischen Sandsteinen der Oberkreidezeit (Essener Grünsandstein) überdeckt.
Auf dem Parkgelände werden verschiedene Exponate ausgestellt. Die Abgüsse verkohlter Bäume sind von Funden in den Kohleflözen der Region genommen worden, es handelt sich hier um sechs Stämme von Schuppenbäumen (Lepidodendron), die in der Karbonzeit wuchsen.
Im Nordteil des Gartens sind verschiedene Gesteine ausgestellt. Neben einem Brocken kreidezeitlichen Konglomerats sind zwei runde, flach scheibenförmige Konkretionen von etwa 1 m Durchmesser zu sehen, die durch Anlagerung gelöster Mineralien entstanden. Es sind Fundstücke aus der Kreidezeit.
Die unweit westlich davon liegenden Findlinge aus Gneis und rotem Granit sind unter enormem Druck und hoher Temperatur in einer Tiefe von bis zu 20 km entstandene Tiefengesteine (Plutonite), die während der Eiszeiten vom Eis von Skandinavien bis nach Bochum getragen wurden. Diese Steine stehen für das Quartär.
Weiterhin wurden im Park einige Exemplare des Ginkgo und des Urweltmammutbaums angepflanzt, die als lebende Fossilien gelten.

## Galerie

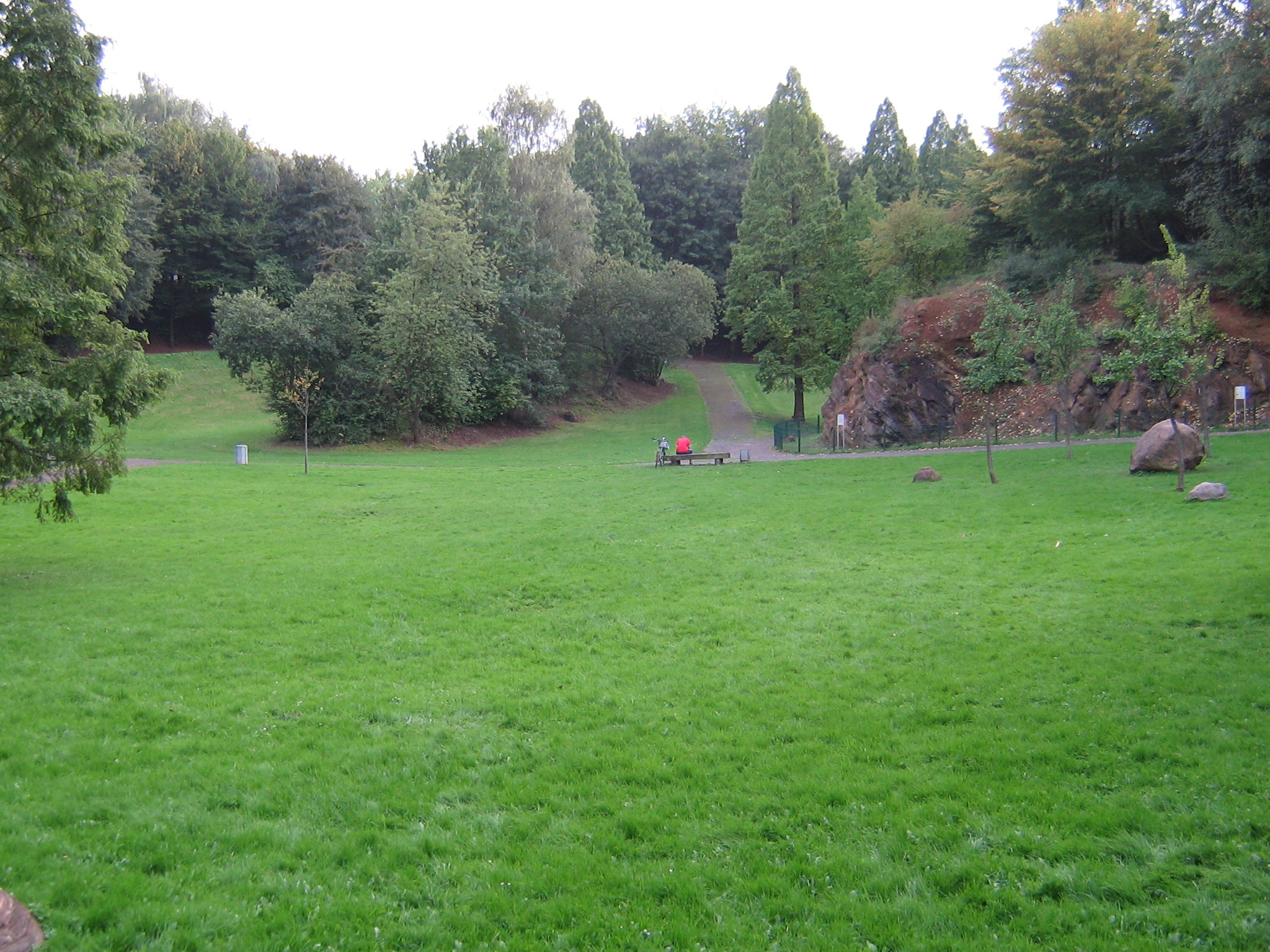
Ein Überblick auf die Anlage des Geologischen Gartens Bochum.
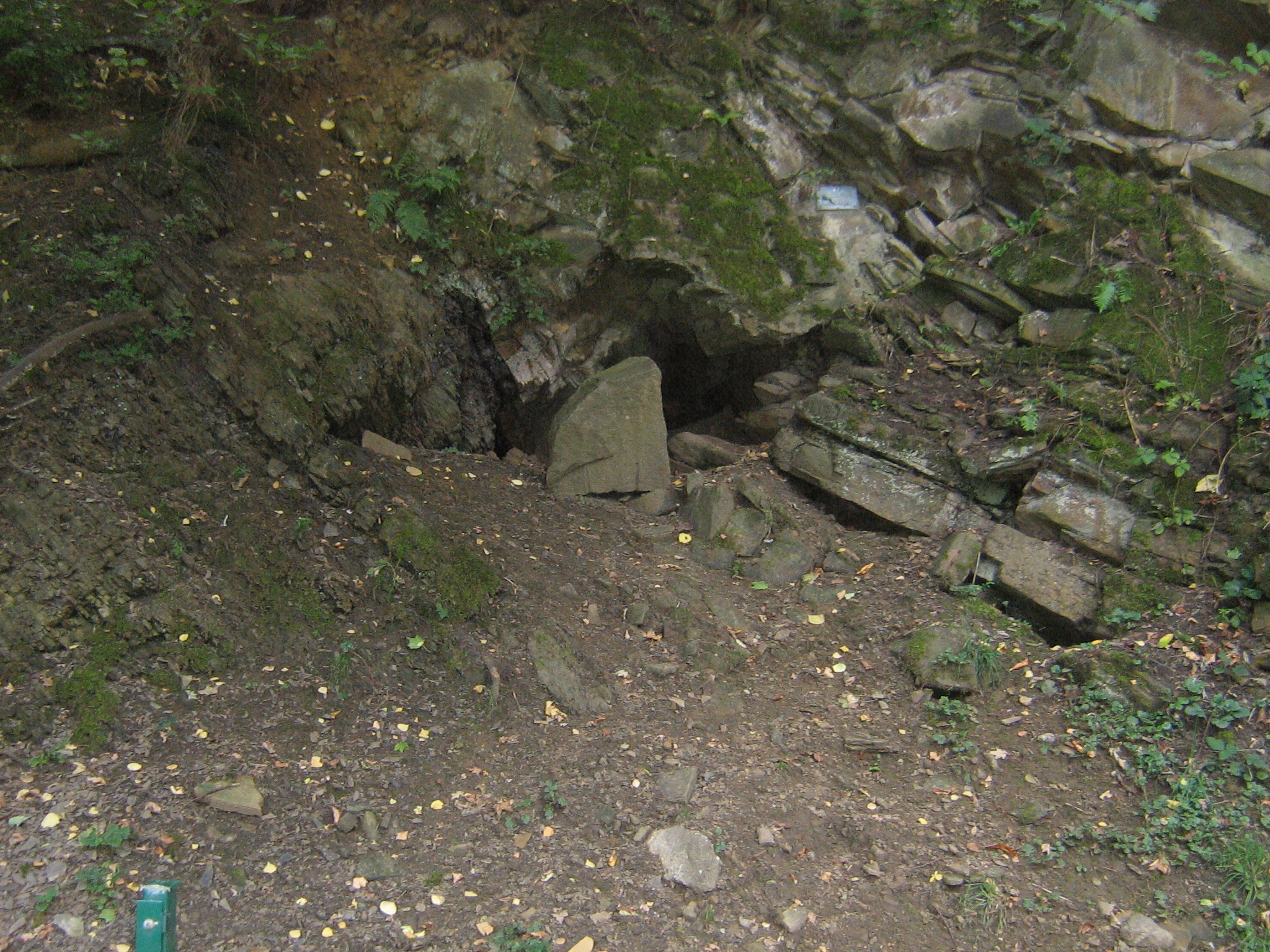
„Alter Mann“ Blick auf einen eingestürzten Abbaustollen.
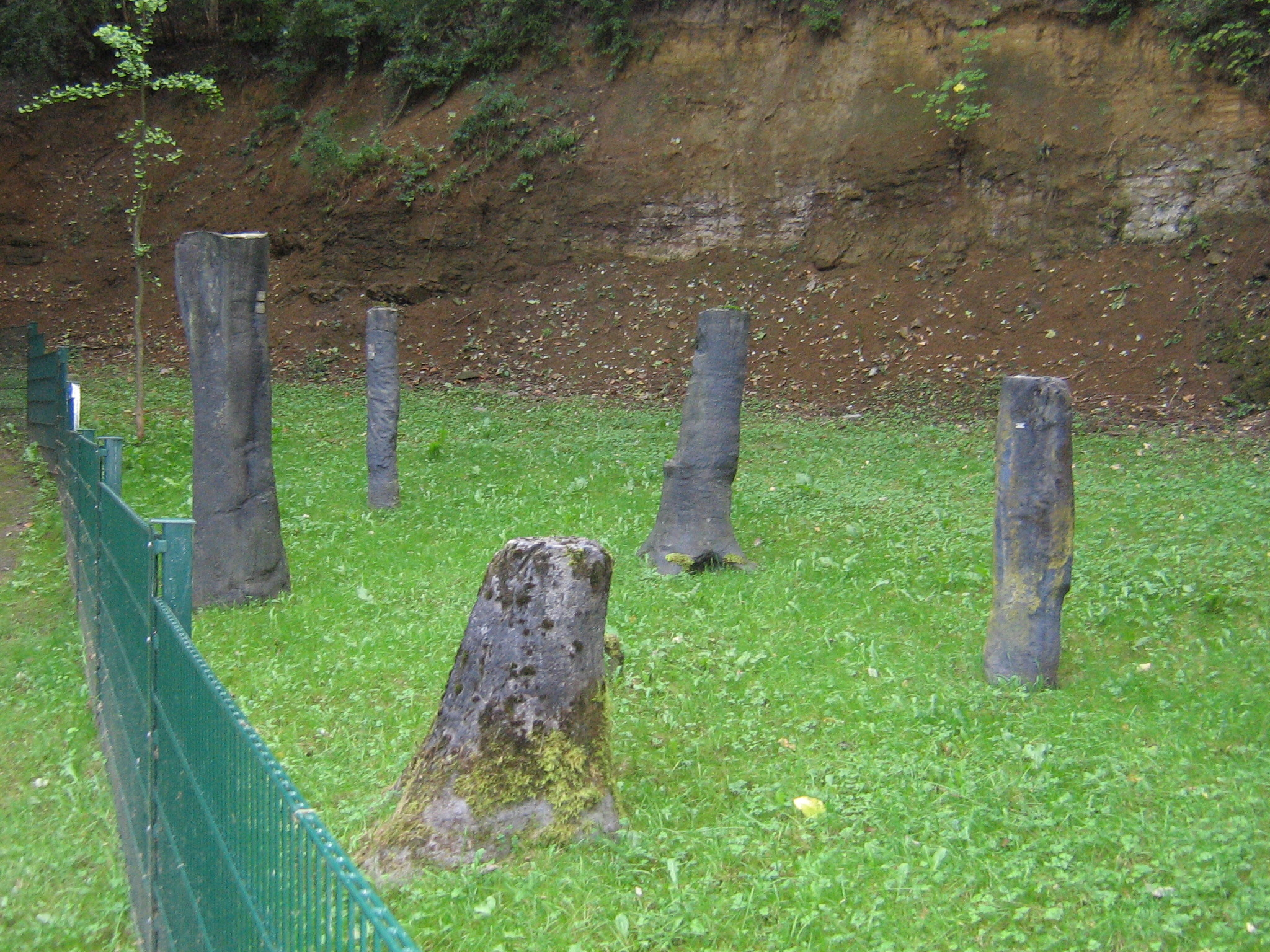
„Steinkohlenwald“, Abgüsse von in der Steinkohle gefundenen Baumstämmen.
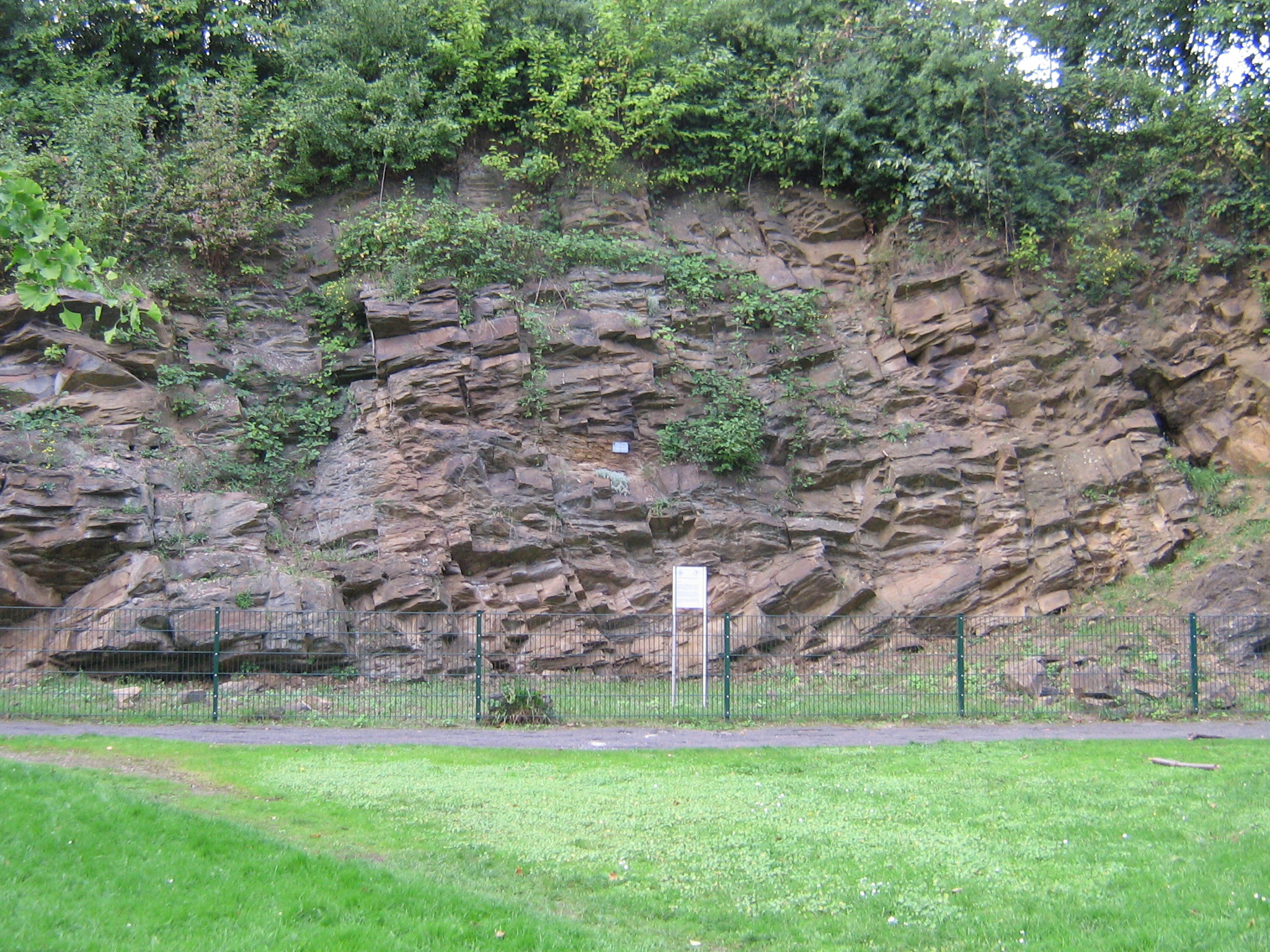
Gesteinsschichtung Kreide und Karbon.
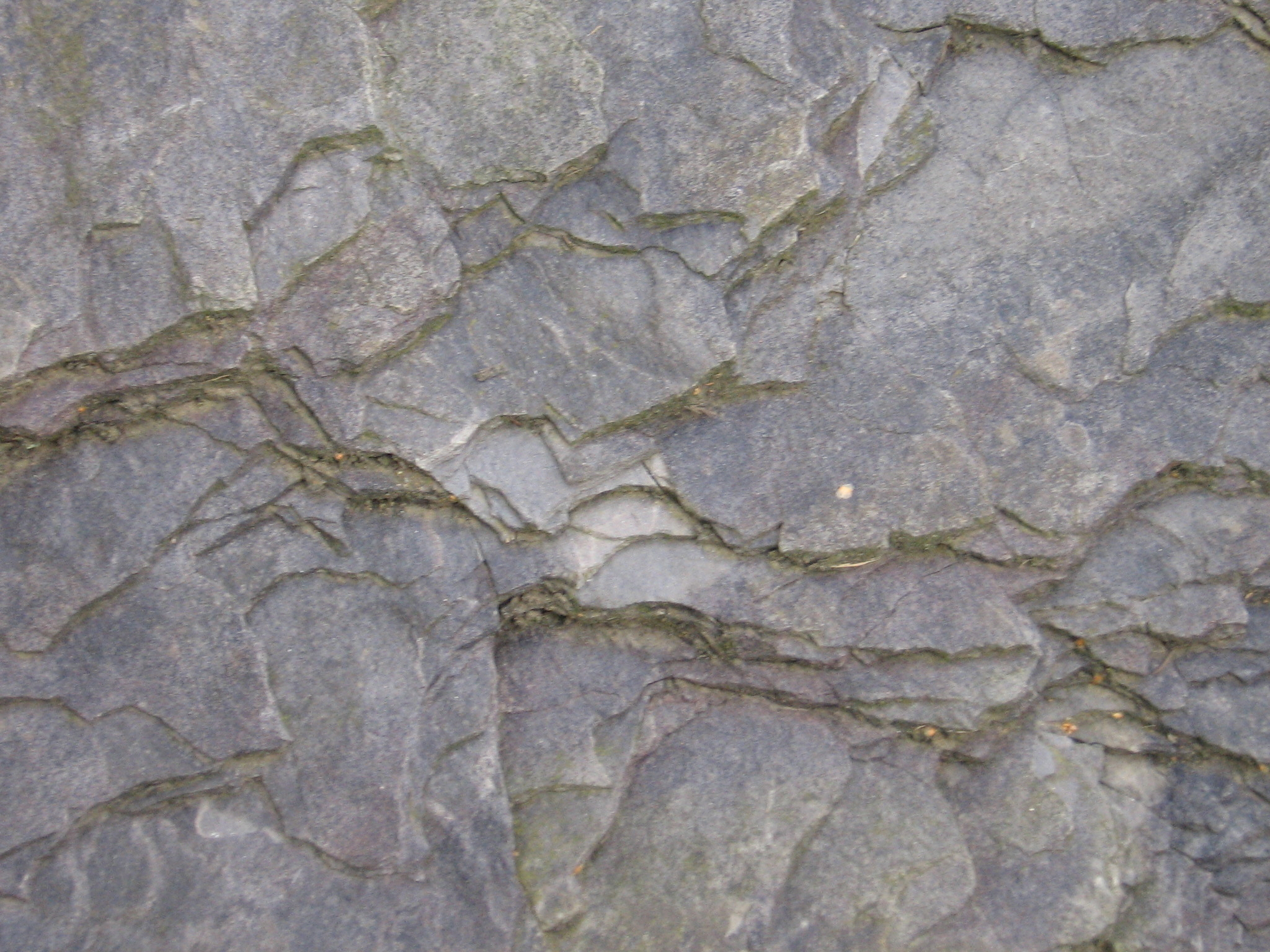
Ablagerungsschichten: Aufsicht auf eine Schichtung, es lassen sich Rippelmarken erkennen.
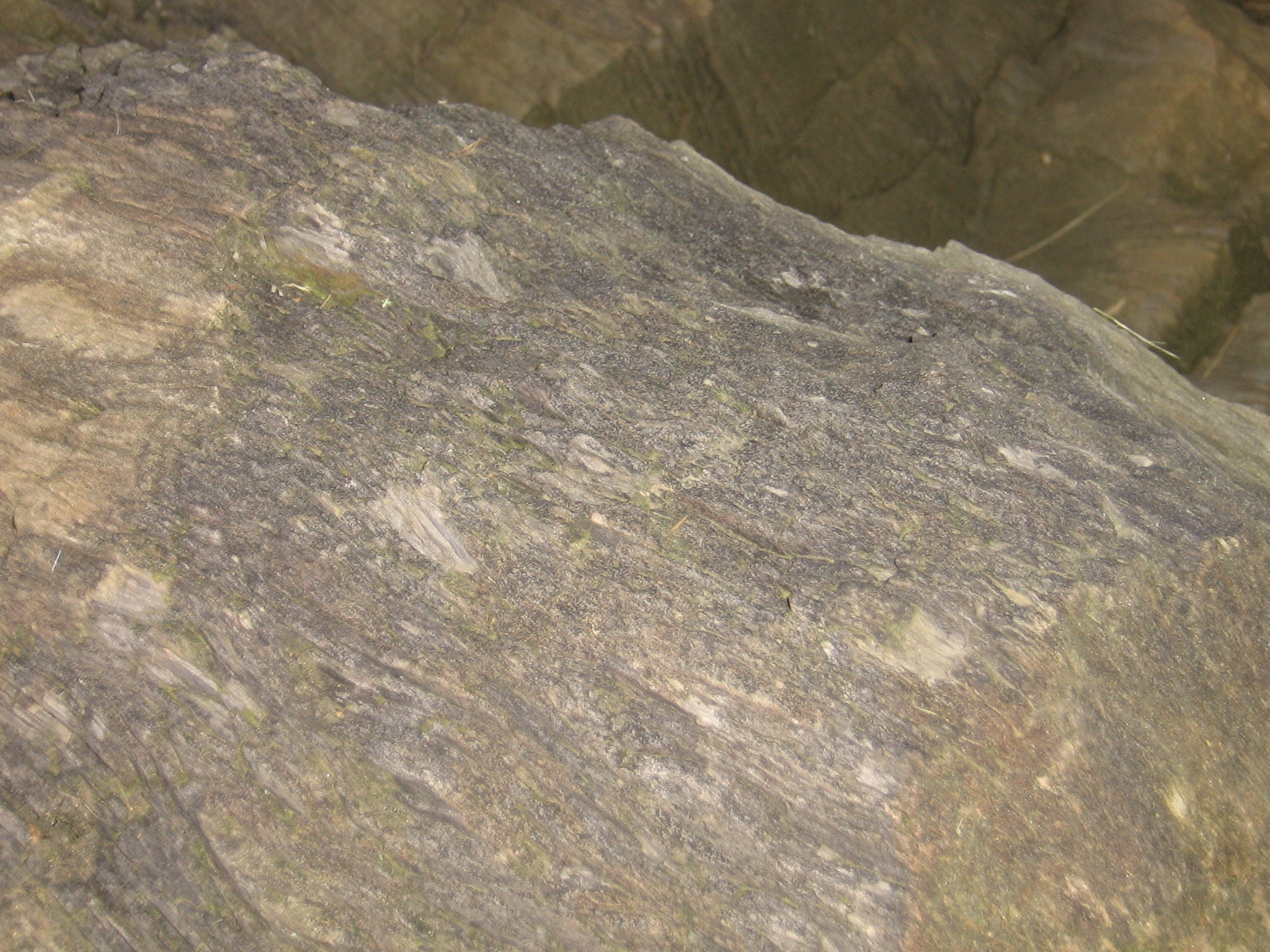
Ablagerungsschichten: Schichten wie Jahresringe an Bäumen.
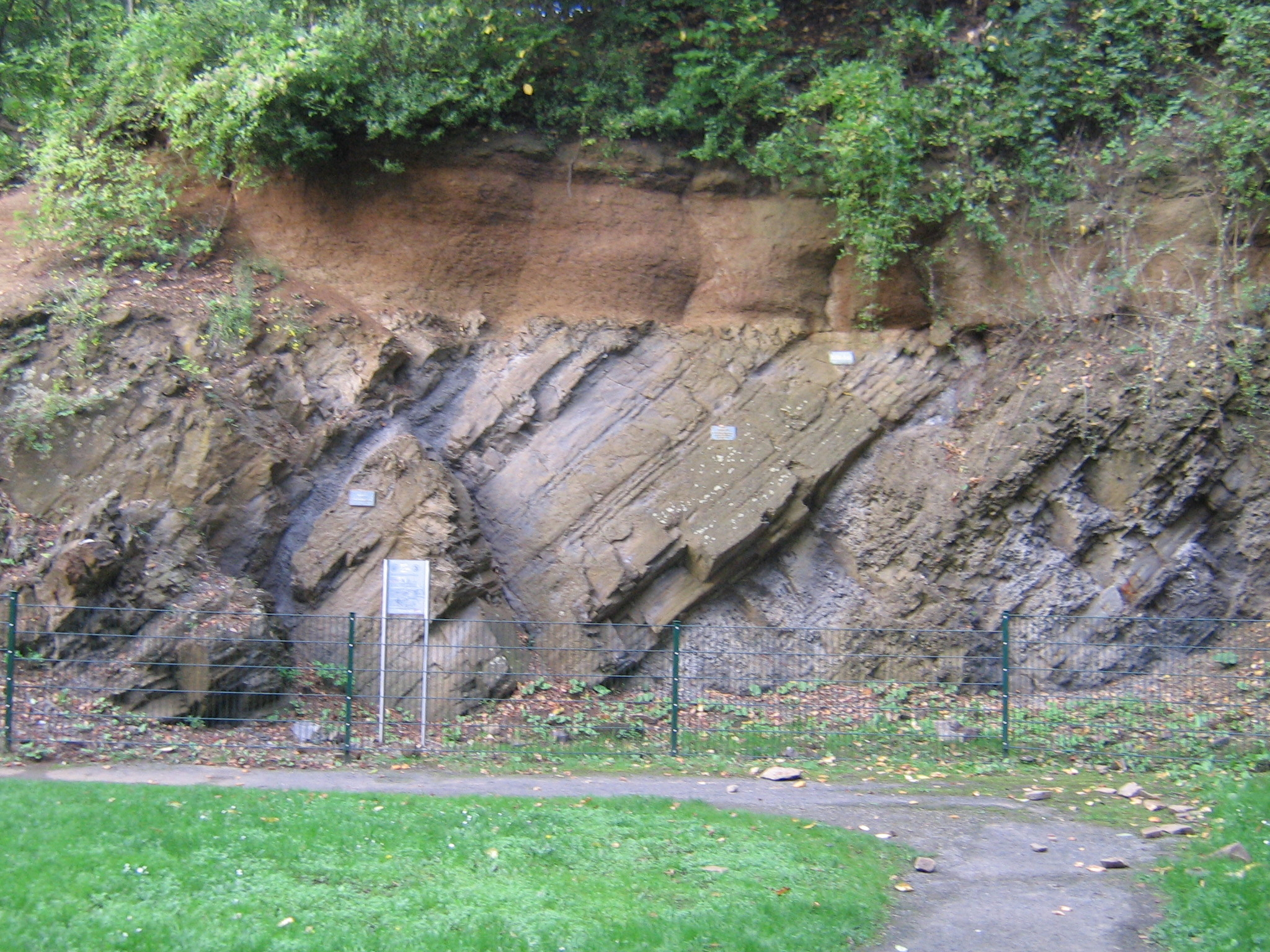
Winkeldiskordanz: auf dem Karbon (vor 320–296 Mio. Jahren) lagert die Schicht aus der Kreide (vor 99–65 Mio. Jahren).
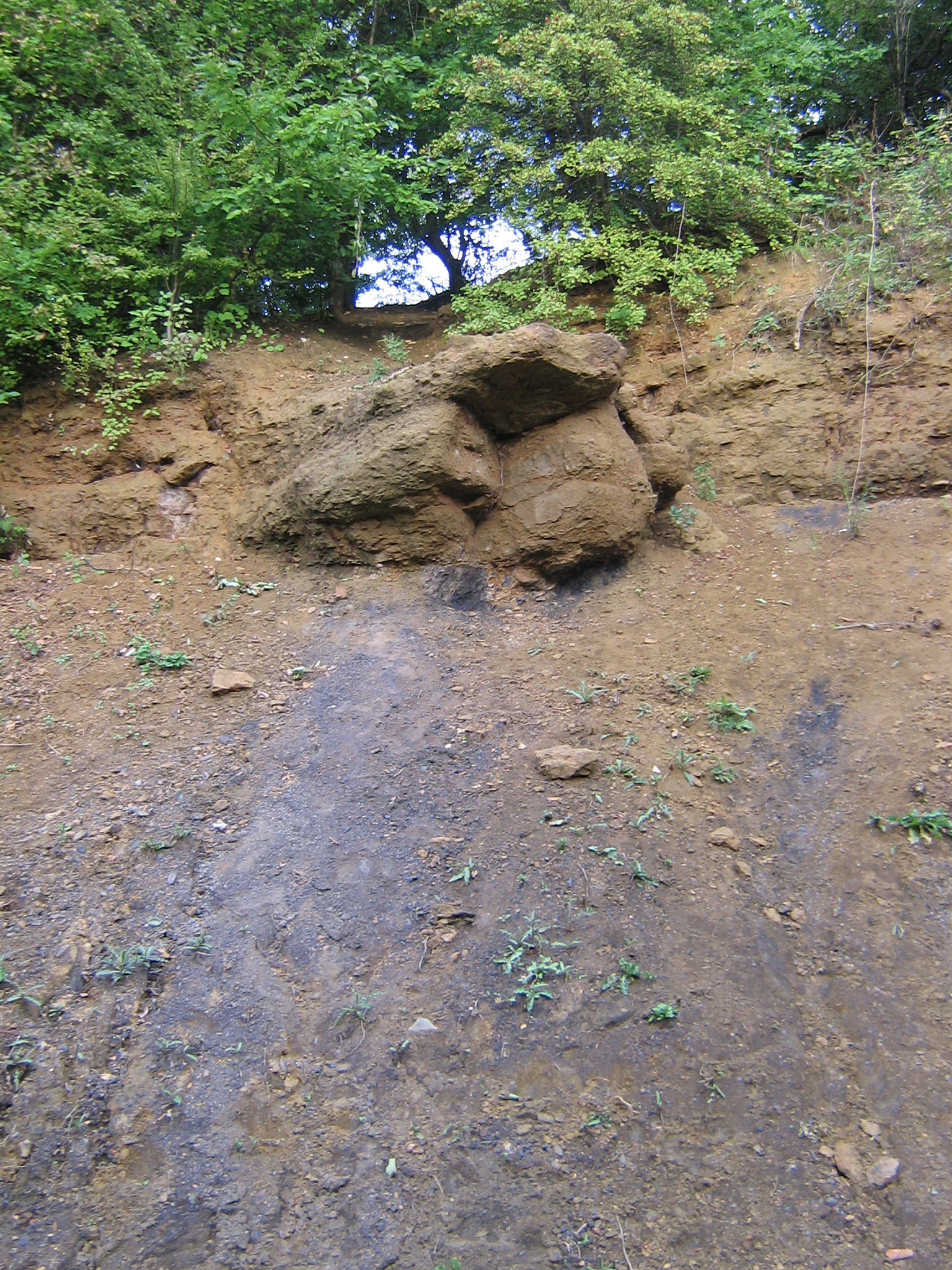
Kohleflöz „Wasserfall“: Ein im Oberkarbon (vor 320–296 Mio. Jahren) entstandenes stark verunreinigtes Flöz.
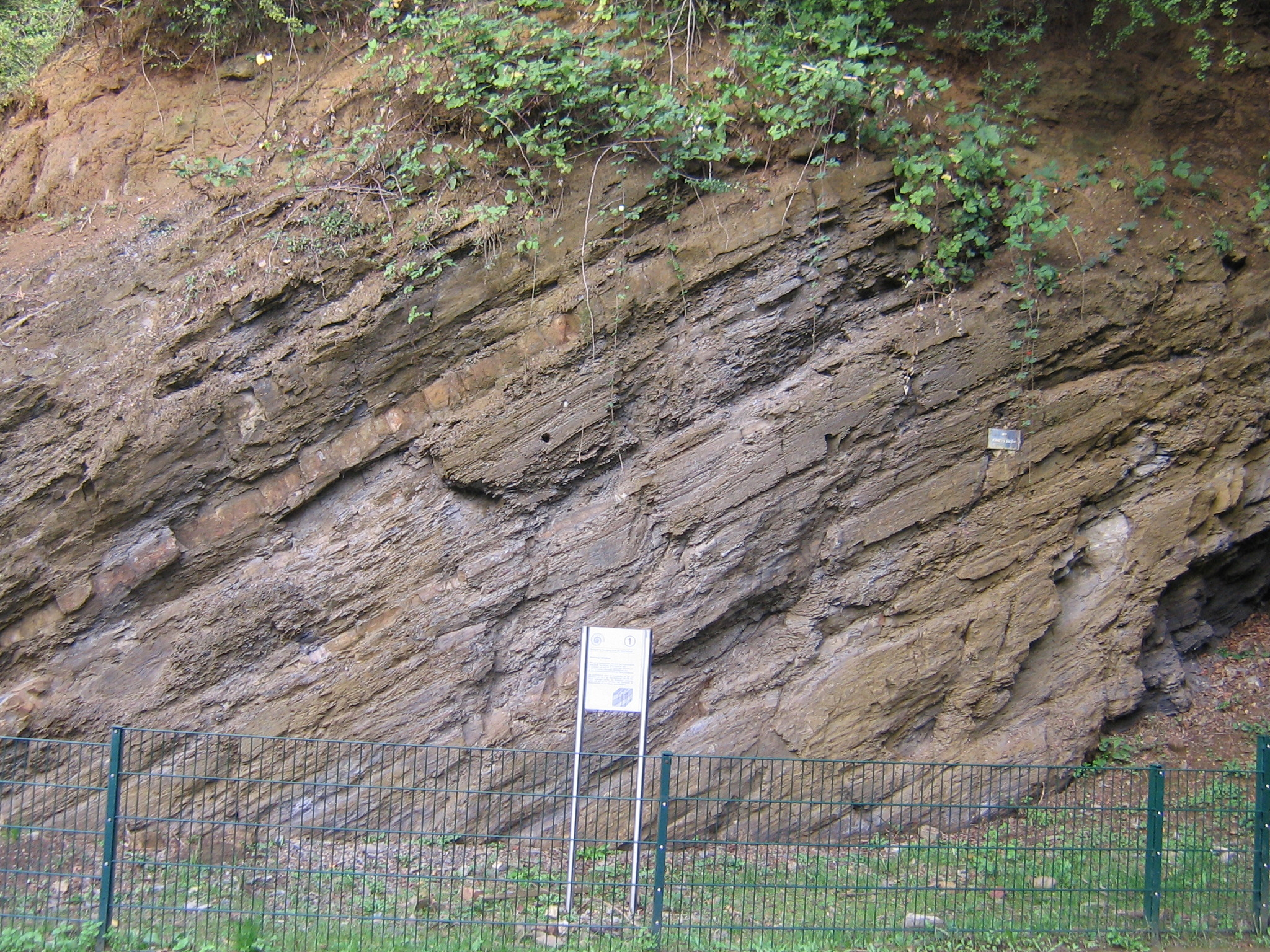
Schichtung und Klüfte, in dem Gesteinspaket auf dem Karbon sind später entstandene Klüfte erkennbar.